# Glenea w-notata
Glenea w-notata är en skalbaggsart som beskrevs av Maurice Pic 1927. Glenea w-notata ingår i släktet Glenea och familjen långhorningar. Inga underarter finns listade i Catalogue of Life.